# みいつけた!
『みいつけた！』は、NHK Eテレで2009年（平成21年）3月30日から放送されている、4 - 6歳児対象の教育エンターテイメント番組。第38回日本賞の幼児向けカテゴリーにて、最優秀賞を受賞。本項では、2010年（平成22年）4月から2021年（令和3年）3月まで放送していた日曜日バージョンである『みいつけた！さん』についても記述する。ハイビジョン放送。

## 概要
NHK教育テレビで2008年9月15日、9月16日の8:00 - 8:15に『みいつけたぁ！』のタイトルでパイロット版を2回放送。2009年3月30日よりタイトルを改めてレギュラー放送を開始。2013年4月1日より字幕放送を開始。海外向けのNHKワールド・プレミアムでも放送される。
小劇から、リトミックス、止め絵アニメ、チャレンジなどのコーナーで構成される。番組全体において「椅子」に因んだものが多く扱われる。

## 放送時間の変遷（平日）
| 期間       | 期間       | 放送時間（JST）            | 放送時間（JST）            |
| 期間       | 期間       | 本放送                     | 再放送                     |
| ---------- | ---------- | -------------------------- | -------------------------- |
| 2009.03.30 | 2010.03.26 | 平日 09:15 - 09:30（15分） | 平日 16:50 - 17:05（15分） |
| 2010.03.29 | 2011.03.25 | 平日 07:40 - 07:55（15分） | 平日 16:50 - 17:05（15分） |
| 2011.03.28 | 2014.03.28 | 平日 07:46 - 08:01（15分） | 平日 17:00 - 17:15（15分） |
| 2014.03.31 | 2015.03.27 | 平日 07:45 - 08:00（15分） | 平日 17:00 - 17:15（15分） |
| 2015.03.30 | 2017.03.31 | 平日 07:45 - 08:00（15分） | 平日 16:55 - 17:10（15分） |
| 2017.04.03 | 2021.03.26 | 平日 07:45 - 08:00（15分） | 平日 16:45 - 17:00（15分） |
| 2021.03.29 | 2022.04.01 | 平日 07:30 - 07:45（15分） | 平日 16:45 - 17:00（15分） |
| 2022.04.04 |            | 平日 07:30 - 07:45（15分） | 平日 18:25 - 18:40（15分） |

## 放送時間の変遷（日曜日）
| 期間       | 期間       | 放送時間（JST）            | 放送時間（JST）            |
| 期間       | 期間       | 本放送                     | 再放送                     |
| ---------- | ---------- | -------------------------- | -------------------------- |
| 2010.04.04 | 2011.03.20 | 日曜 07:25 - 07:55（30分） | （放送なし）               |
| 2011.04.03 | 2011.09.18 | 日曜 07:25 - 07:55（30分） | 日曜 17:00 - 17:30（30分） |
| 2011.10.02 | 2016.04.03 | 日曜 07:25 - 07:55（30分） | （放送なし）               |
| 2016.04.10 | 2018.04.01 | 日曜 07:30 - 08:00（30分） | （放送なし）               |
| 2018.04.08 | 2021.03.21 | 日曜 07:10 - 07:40（30分） | （放送なし）               |

## 登場人物

### コッシーとスイ
コッシー
声 - 高橋茂雄（サバンナ）
本作の主人公。喋ったり動いたり出来る、不思議な椅子。年齢は4歳。青い脚に水色の身体。一人称は「僕」。
身長は75cm。髪の毛に見える青い部分はカバーのような物で、取り外しや交換ができる。セリフにおいて語尾が「い」で終わる場合、その後に「っす」を付けるのが口癖（「おもしろいっす」「探偵っす」など）。ご飯の事をいつも「ライス」と言っている。ライスが大好きで、カレーライスもライスだけ後でまとめて食べるほど。スイちゃんに座ってもらうのが嬉しい。人形（コッシーとスイ）は両眉あるが、アニメーション（いすのまちのコッシー）では左の眉しか出ていない。
イライラが溜まると怪獣の頭と尻尾がついて火を噴いて暴れる「イラッシー」に変身する。また、スイちゃんやサボさんに見栄を張るためうそをつき、そのうそがばれそうになり追い込まれたときには、身体が石になってしまったこともあった。いすのまちで人気の漫画のキャラクター「スゴジロウ」にあこがれている。
いとこはスワリンと彼女の兄で関西弁を話す「おこっしぃ」がいる。また「コバアちゃん」という曾祖母もいる。さらに2019年には「コシ田カケノシン（声 - 佐藤貴史）」という先祖が登場。
他のいす達とは違い脚は自由に動かせる。名付け親はちょうちょうさんであり、名の由来は「腰掛ける」から。
スイちゃん
演 - 熊田胡々（2009年3月30日 - 2012年3月30日）→野原璃乙（2012年4月2日 - 2015年3月27日）→川島夕空（2015年3月30日 - 2019年3月29日）→増田梨沙（2019年4月1日 - 2024年3月29日）→石川楓（2024年4月1日 - ）
いつも明るい少女。好奇心旺盛で「見つける」のが大好き。コッシーの良き友であり、ライバルでもある。一人称は「スイ」または「私」。
パイロット版では4歳で、屋根裏部屋の探検をした際にコッシーと出会った。演者によって服装や髪型が異なる。
熊田スイちゃんの好きな動物は、うさぎとカンガルーで、カンガルーの人形「おふくろさん」を持っていた。
野原スイちゃんはいたずら好きの面が強調されていた。ダンスが得意で、好物は玉子焼きとブロッコリーで、以前まではピーマンと茄子が嫌いだった。
川島スイちゃんはおしゃれに興味があるが、エビフライが苦手 で、拗ねるとカタツムリのような殻にこもり「スイツムリ」になる。
増田スイちゃんはシュークリームが好物で、なまけてしまうと次第に本物のナマケモノになってしまい、ナマケモノになっている間はゆっくりしか動けなくなり、会話も遅くなってしまう。嬉しくなると「スイ〜!」と声を上げる。
石川スイちゃんはやさしいピンク色のダボッとした衣装が特徴的で、ソースがなくても食べられるほどにチキンカツが大好物。
サボさん
声・操演 - 佐藤貴史
大きなサボテンのおじさん。「スタジオコーナー」で唯一の大人。どこかいい加減だが自然について詳しく、コーナーを持っている。サボテンの為、暑い日も平気だが、寒いのは苦手。緑のものや棘のあるものが好き。スイちゃん、コッシーと同居していて、料理や掃除洗濯の家事を行っている。また歌手でもあったりと謎が多い。（歌『ぼくコッシー』によれば）好物はカシューナッツらしい。犬が苦手。
普段は気さくな兄貴分 で、語尾に「だぜー」などをつけてしゃべる。コッシーやスイちゃんに責められたり、質問への答えに窮したりすると頭の花が開いて「トゲトゲ（サボサボ）しちゃうわよー♡」「知らないんだからー♡」とややS属性のオネエ言葉キャラになり、コッシーやスイちゃんに襲いかかってくる。普段髪の毛は生えていないが、水を与えるとサラサラのセミロングヘアーになる。とても悲しいことがあると固まってしまい、次第に棘が増えて本物のサボテンになってしまう。また、ヴァイオリンが弾ける。
友達に宮本さん、団扇サボテンのウッチー、棘仲間の薔薇山さん、英語で喋るサボテンのサボスチャン（声 - クリス・ウェルズ→佐藤貴史）、サボノミズはかせ（後述）等がいる。またサボ子というサボさんのファンもいる。友人の子供としてフランス人のイスの少年のコランソワ（声 - ペギー・ウール）を連れてきたこともある。
一人称は普段は「サボさん」、花が咲いたときは「アタシ」となる。子供には分からないであろう古いギャグを飛ばすことがある。仕事で曲作りをしているが、締め切りが迫って忙しくなると、オフロスキーに頼んでやってもらうことがある。2015 - 2018年度の水曜日は「スタジオコーナー」が「コッシーとスイ」から「サボノミズはかせのけんきゅうじょ」になっていた為、水曜日はうたの内容によっては全く登場しないことがあった。
オフロスキー
演 - 小林顕作
「よんだ？」のコーナーに登場する。呼ばれてもいないのに「よんだ？」と返事するのがお決まり。
ピンク色に白い雲のような模様のついた服を着ている。服にはフードがついており、角が生えている。前髪はカールしており、頬に雀斑がある。一人称は「僕」。タイチョースキー（演 - 小林顕作）というオフロスキーそっくりなキャラクターがいる（関連性は不明。服装は細部が異なる）。2017年度から始まった「よんだんす」にも登場。
さかさまさま
声 - 高橋茂雄（サバンナ）
何でも逆さまにする王様風の人物。マントと王冠を上下逆に身に着けている。
逆さまに言った言葉を正しい言葉に直す「さかさまさかさま」というコーナーを担当しており、スイちゃんは正答するが、サボさんはそのまま言ってとんちんかんな回答をするのがお約束。
ズル田ズル夫
演 - 熊田胡々（2011年度まで）→川島夕空（2016年度）→増田梨沙（2020年度）
スイちゃんが不在の時に不定期に登場する、特別なキャラクター。ケーキを分ける際に自分の分だけ大きく切る、かくれんぼの鬼のときに目をふさぐふりをして実は見ていたり、頼まれごとを断るときに仮病を使ったりなどズル賢い性格の少年。しかし最後は必ずしっぺ返しが来る。一人称は「オレ」で、語尾に「ズル」をつけて話す。
サボノミズはかせ
声・操演 - 佐藤貴史
サボさんの友達の科学者。2011年頃から存在は明かされていたが、2015年度に姿を見せた。外見はサボさんに似ている。語尾に「のミズ」をつけて話す。科学研究の他に料理やお菓子作りが得意で、番組内でもたまにコッシーやスイちゃんにお手製の料理やお菓子を振る舞うシーンがある。
サボぐちひろし
声・操演 - 佐藤貴史
クイズ番組の司会者。主にイントロクイズを担当しているが、歌を変な替え歌（それも歌うたびに歌詞が変わる）にしてばかりなので、コッシーとスイちゃんからは「分からない」「そんな歌じゃない」と不評。
地方にロケに行った際に行われるご当地クイズの司会も務める。
オバッシー
声 - 高橋茂雄（サバンナ）
2014年度に登場した、オバケの国からやってきた椅子の形をしたオバケ。グレーの脚に水色の身体で、大きさはコッシーと同じくらい。語尾に「オバー」とつけてしゃべる。いろんなものに化けることができるが、疲れているとできなくなる。オバケの国では友達がいなくてさびしい思いをしていたので、コッシーたちの住む世界にやってきた。
コッシー、スイちゃんと仲良くなり、いっしょに遊んでいるうちに疲れて眠ってしまい、気がついたら朝になっていてあわてる（オバケの国とコッシーたちの世界との行き来は夜のうちしかできず、また、大人にオバケであると気づかれたら帰れなくなってしまう）。コッシーたちの手助けにより夜まで無事に（サボさんに見つからずに）やり過ごすことができ、オバケの国に帰っていった。
名探偵スイームズ
演 - 川島夕空→増田梨沙
ミスターゲトゲトが何らかの事件を起こした時に現れるキャラクター。「ムズ、ムズ」というのが口癖。明快な推理でゲトゲトの残した暗号の謎を解き、最終的に盗まれた物を見つけだす。
ミスターゲトゲト
声・操演 - 佐藤貴史
大泥棒。コッシーたちの身の回りの物を盗んでは、隠し場所を示したいくつかの暗号文を残して挑戦してくる。変装して事件の現場に現れては関係者を装い、的外れな発言をしてスイームズの推理のじゃまをするが、盗んだ物を見つけ出されると正体を現し、逃げ去ってゆく。「ゲトゲト」というのが口癖。
サボダイゴさん
演 - DAIGO
2014年度末の放送に登場した、サボテン界のロックスター。王冠を被り、サボテンの棘がついた緑のマントを羽織っていたが、2015年度からは、黄緑のジャケットを着るようになった。
さぼはらさぼえちゃん
演 - 篠原ともえ
2015年度に登場した、サボテン界のマルチタレントでサボ子のライバル。演じる篠原がデザインした、花の飾りがついたパーカーやスカートを身に着けている。
通常のレギュラー放送には年に数回しか登場しないが、地方でのステージショーにはおなじみの仲間として出演する。
はかせトゲたろうさん
演 - 葉加瀬太郎
2015年度に登場した、サボテン界のバイオリニスト。
とげのやたいへいさん
演 - 林家たい平
2016年度に登場した、サボテン界の落語家。
さぼにらくさん
演 - 林家二楽
2016年度に登場した、サボテン界の紙切り芸人。
トゲやまなおたろうさん
演 - 森山直太朗
2016年度に登場した、サボテン界では知らない人はいないというトップミュージシャン。
イスはしトゲオ
演 - 高橋茂雄（サバンナ）
2016年9月に開催された「みいつけた！ステージでショー〜愛知〜」に登場。「喫茶サボノミヤ」の客。以降ステージでショーにはおなじみの仲間として出演する。
学校へ行く途中だったがお腹の調子が悪くて開店直後からトイレにずっとこもりっきりだったのをオフロやま（オフロスキー）に見つけられた。本人曰くコッシーのことは知らず関係はないらしいが服装はコッシーの模様とよく似ている学ランである。通常放送では、2019年9月20日の放送の「なぞなぞーん」のコーナーに登場した。
いちむらトゲちかさん
演 - 市村正親
2017年度に登場した、サボテンの国のミュージカルスター。好物は納豆でアボカド納豆スパゲティが唯一の得意料理。
みとげやまひろしさん
演 - 三山ひろし
2017年度に登場した、サボテンの国の人気演歌歌手。けん玉が得意。
とげまるちょばのおふたり（トゲッチ!とTOGE-PON）
演 - が～まるちょば
2017年度に登場した、サボテンの国のパントマイム・アーチスト。
よこトゲやまけんさんとなかまたち（トゲのひろのりさん、トゲいわかばさん、トゲにしけいいちさん）
演 - クレイジーケンバンド
2019年元旦の「サボテンミュージックでショウ」に登場した、サボテンの国のミュージシャン（以下の三組も同じ）。「サングラスがイーネ!イーネ!イーネ!で賞」を受賞した。
スキマサボッチ（おおはしサボやさんとときたサボたろうさん）
演 - スキマスイッチ
「明日も笑うけど今日も笑っちゃうで賞」を受賞した。
サボざきまさよしさん
演 - 山崎まさよし
「ハモニカ大好きすぎで賞」を受賞した。
トータスまつサボさん
演 - トータス松本
「関西弁めちゃめちゃかっこいいで賞」を受賞した。
サボぎりせいなさん
演 - 早霧せいな
2019年2月に登場した「サボテン歌劇団」の男役女優。
サボJPさん
演 - JP
2019年7月に登場したサボテンの国のものまねカウボーイ。
サボうえよしおさん
演 - 井上芳雄
2019年9月に登場したサボテンの国のミュージカルプリンス。
トゲぬきゆういちろうさん
演 - 大貫祐一郎
2019年9月に「よしおさんといつも一緒にやっているミュージシャン」として登場、ピアノを演奏した。
くまがいかずトゲさん
演 - 熊谷和徳
2020年1月に登場したサボテンの国のタップダンサー。
サボブラックさん
演 - BLACK
2020年12月に登場したサボテンの国のヨーヨーパフォーマー。
トゲたそううんさん
演 - 武田双雲
2021年5月に登場したサボテンの国の魅力的書道家。
オフロンスキー
演 - 中村憲剛
2022年9月に登場した。サッカーが得意。カールにした髪型など外見はオフロスキーに似ているが、服は空色に白い雲の柄で、川崎フロンターレの「F」の字が付いている。
また、2022年11月23日には、FIFAワールドカップがあるためサボ子がリポーターし、オフロンスキーはサポーターとして登場していた。
らくだしさん
演 - 生田斗真
2023年度に登場した。コッシー、サボさん、スイちゃんのもとに遊びにやってきた。世界を旅している。体にたくさんの引き出しを持っていて、色々な物を入れられる。
「らくだしさんのいつもひとやすみ」何にも起きないコーナー担当。
体重は自称590kg（ピアノ2だいぶん）
特技は、歌・ダンス・演技・お掃除。
苦手なものは、高い所。
とげむらかんくろうさん
演 - 中村勘九郎
2024年11月に登場したサボテン界の歌舞伎俳優。

### コーナー
ダツイージョ
演 - 古家優里
2017年度から開始した「よんだんす」のコーナーに登場するお風呂場のダンスの妖精。タイチョースキーの服装と似ており模様は紅白反転している。
みやけマン
演 - 三宅弘城
白い服を着た自称40歳 の体操のおじさん。「なんかいっす〜」、「すわるぞう」の体操コーナーに出演する他、一部椅子キャラクターの声（ちょうちょうさん、クルットさん、ホネーキンさん等）も担当する。

### いすのまちキャラクター
レグ
声 - 余貴美子（パイロット版のみ）→篠原ともえ
コッシーのガールフレンド。黄色い椅子でピンクの髪がトレードマーク。元気いっぱいでいたずら好き。「今日は○○な気分」としばしば言う。「イスダス」では毎回二つの事柄のどちらがいいかを聞く「ねえどっち？」を担当。「みいつけた！さん」ではコッシー、サボさんと共に司会も務める。カブ、スワリンと共にアイドルグループ「フルーツバスケット」を結成している。名の由来は英語で「脚」を表す「レッグ」。一人称は「あたし」。
チョコン
声 - 古島清孝
コッシーの親友。緑色の一本脚の椅子。読書が好きで物知りだが、少しおっちょこちょいな面もある。好物はアイス（特に苺味）。犬が苦手。スワリンに片思いをしている。一人称は「僕」。将来の夢はホネーキンさんのような科学者になること。ちなみに、いすのまちには「チョコンヘビ」というチョコンに似た蛇がいる。
「イスダス」のコーナーでは、2つの写真のうち「○○はどっち？」なのかを答えさせる「ものしりだーれだ」、○×で答える「ものしりクイズ」を担当。
カブ
声 - むたあきこ
森に住むピンク色の木の切り株。葉っぱが一枚生えている。見た目はコッシーたちよりも幼いが体重は一番重く、跳ねて地震をおこすことで、コッシーたちは倒れる。また、地震で木に生っているリングリ（カブの森のおいしい果物）を落とすこともできる。オットリした性格で、しゃべりもゆっくり。少し恥ずかしがり屋。リスイスなどの森の生き物たちと仲良しで、口笛で生き物たちと会話ができる。歩いた後ろには足跡ができ、足跡の大きさはコッシーが入るぐらいの大きさ。ジュースは一度にガバガバ飲む。一人称は「わたし」。
カブのおかあさん
声 - むたあきこ
茶色い木の切り株。すごく大きく、年齢は4000歳で、家の役割を果たしている為、中は家のような形をしている。そのなかにはクッキノコが生えており、クッキー味のキノコで食べることができる。
ちょうちょうさん
声 - 三宅弘城
いすのまちの町長。ちょび髭と蝶ネクタイ、バーコードヘアーがトレードマークのオレンジ色の椅子。いつも会議で忙しい。休みの日はよくベンじいさんと話をする。夜は町の見回りをする。畑で野菜を育てている。口癖は「いやはや」や「いかしてるなー」。
モタレイさん
声 - むたあきこ
あたま屋さん（美容院）を営む肘掛付きの椅子。髪の色は赤色。青緑の眼鏡をかけている。ドラマが好きで、なんでも事件にしたがる。
お菓子作りが得意。ちょうちょうさんとは幼馴染。
「イスダス」のコーナーでは、「あなたも名探偵」 を担当。
スワリン
声 - むたあきこ
コッシーのいとこの赤い脚に薄ピンク色の身体の椅子。愛犬の「ペロ」をいつも連れている。しっかりしているように見えるが、実は天然キャラ。将来の夢は社長。
ペロ
声 - 三宅弘城
スワリンの愛犬。スワリンの目を盗んでは、いつもどこかへ行ってしまう。またガジリの口の中に入っていることも多い。毛色は白。
ベンじいさん
声 - 古島清孝
公園にいるベンチのおじいさん。ベンチなので自分では移動できない（体は動かせる）。彼の思い出話によれば、ベンばあさん（幼年期の声 - 内田慈）というおばあさんがいて、幼なじみでもあるらしい（当時は「チーちゃん」と呼んでいた）。
クルットさん
声 - 三宅弘城
背もたれが黄色で、座面が紅白ストライプ柄のキャスター付き椅子。世界的に有名なダンサーだが、踊るとすぐ疲れる。独特な喋り方をする（巻き舌に猫声）。「コロコロシューズ」というローラースケートのようなものを持っている。
宅配を届ける仕事もしている。2012年度からはティーナ（声 - 古島清孝）という愛犬が登場。一人称は「アタシ」、二人称は「チミ」。
「クルットさんのモノができるまで」の進行役。「イスダス」コーナーでは慣用句や比喩的な表現の意味を答えさせる「古の言葉」、2013年度からは写真を一瞬だけ見せてそれが何だったかをあてるクイズ「チラッとです」、高速で飛んでいくものが何かをあてる「そらとぶチラット」、2019年度からは「箱の中身は何かしら？」 を担当。
ホネーキンさん
声 - 三宅弘城
骸骨のような顔をした髭の生えた白い椅子。町では「ナゾの椅子」とも呼ばれていた。その正体は科学者で、自身の研究所で不思議な「理論」を研究している。極めて口数が少なく、唸るような口調で「ぬー…」というのが口癖。ホニーという、骨を組み合わせたような椅子の形をしたペットを飼っている。「イスダス」のコーナーではなぞなぞを出題して答えさせる「なぞなぞ理論」、「ホネーキンのこわい話・ホネーキンのこわくない話」、「箱の中のなぞなぞ」を担当。
ドッコラショ3きょうだい
声 - 3人とも三宅弘城
緑・長男のドッチ、黄・次男のコラジ、水色・三男のショーゾーの3人のプラスチック椅子の兄弟。小柄だがとても俊敏で、組体操のような動きで突然現れてはコッシーたちに勝負を仕掛けてくる。2016年からは、"ゴーゴー!ドッコラショ"の中で彼らの師匠だという白いプラスチック椅子ヨッコイ師匠（声 - 三宅弘城）が現れる。
チョビさん
声 - 三宅弘城
脚を失い、物置の中で30年間忘れ去られていた、ちょび髭がトレードマークの緑色の椅子。コッシーとチョコンに手伝ってもらい、こたつの脚を付けて動けるようになった。昔は高級レストランに置かれていた椅子で、歌がとても上手い。今はフーフーと2人でレストランをやっている。スミレに片思いしている。一人称は「俺」。
タタミン
声 - 高橋茂雄（サバンナ）
折りたたみ式の小柄な椅子。意地悪な性格の上に悪戯好きで、当初は話の最後に痛い目に遭うのがオチだったが、コッシー達のことが気になっている。体を折りたためるため狭い隙間も入り込める。ちょうちょうさん曰く、コッシーより年下らしい。一人称は「オリ（俺）」で、「だよ」を「だユー」というなど特徴的なしゃべり方をする。
ノリオさん
声 - 三宅弘城
いすのまちのバスの運転手を務める椅子。「いすのまちのコッシー」では音痴だったが、「デテコデショー」の時には練習をして上手に歌えるようになった。そっくりな双子の兄ノリヤさん（2013年度に登場、声 - 三宅弘城）がいて、鉄道で働いている。
ミクさん
声 - 古島清孝
いすのまちでジュース屋さんを開いている椅子。チューリップハットのような帽子をかぶっている。町の郊外で果樹園も営んでいて、カラスのカラベー（2015年度に登場、声 - むたあきこ）に悩まされている。
トータスイス
声 - トータス松本
その名の通りトータス松本を模したイスキャラクター。エンディングテーマ「みいつけた！」「あっというまっ！」にも登場する。ギターを担いでいるのが特徴。関西弁を話す。
ガジリ
声 - 三宅弘城
犬がモチーフの口の部分にファスナーのついた椅子。口の中にペロが入れるくらい大きい。セリフはしゃべらず、唸り声をあげたりする。ファスナーを開くと鋭い牙が覗き性格も獰猛になってしまう。
ジョーブせんせい
声 - 三宅弘城
いすのまちの病院のお医者さん。「はい、もう大丈夫ー」が口癖。ただし子供のしりっぽんが病院に現れたときは「はい、もう大丈夫…じゃないよこれ!」と言った。
チエさん
声 - むたあきこ
レントゲン技師。いすのまちの病院で働いている。子どもが大好きで、よくコッシーたちに紙芝居を読んであげている。
ノビー
声 - 内田慈
脚の部分が伸びるキャスター付きのオレンジの椅子で、背もたれはついていない。ややずる賢い性格。一人称は「僕」で、口癖は「頭回りますなあ」。
デテコ
声 - 内田慈
籐製の椅子で性格はラテン系。いすのまちのことに詳しい。職業は女優で、映画にも出演したことがある。「デテコイス」と「デテコデショー」の進行役。
モミヤン
声 - 古島清孝
長年人間の世界で働いていた旧式のマッサージチェアー。正式名は「モミモミ1号」だが、ちょうちょうさんにより「モミヤン」と名付けられる。非常に大柄で話し方もロボットのように片言喋りである。また、エネルギーが切れると動かなくなるが、コインを入れると再び動き出す。
フーフー
声 - 内田慈
赤い縁のビン底メガネをかけ中華鍋を背負った、パンダのような白黒模様の椅子。料理とカンフーが得意でチョビが開店したレストランで料理人として働く。チョビからは「フーちゃん」、コッシーたちからは「フーさん」と呼ばれている。口数は少ないが、カンフーや料理の際に叫び声をあげたりする。メガネを外した素顔は少女漫画のようにキラキラとした目をしている。好きなおやつは杏仁豆腐。
マーちゃん
声 - 三宅弘城
遠い場所から来た不思議なイス。脚が8本あり、色々な形に変形する。詳細は誰も知らない。
カピイ
声 - 三宅弘城
河童をモチーフにしたイス。森の奥の湖に住んでいる。他のイスに化けることもでき、「みずうみのディスコ」では分身もしていた。湖の掟で正体がバレてはいけないらしい（コッシーを除く）。一人称は「オイラ」。
ダンせんぱい
声 - 山口智充
「椅子の金メダル」を目指してトレーニングをしている椅子。何にでも熱く取り組む熱血漢。脚には着脱可能のダンベルのようなおもりがついている。また、支柱の部分はバネになっており、さまざまな運動ができる。また、ものまねが得意。一人称は「僕」。
スミレさん
声 - 南果歩
いすのまちで花屋さんを始めた椅子。趣味は、ポエムを作ること。チョビさんに思いを寄せられている。
アーダとコーダ
声 - アーダ：大橋卓弥（スキマスイッチ）、コーダ：常田真太郎（スキマスイッチ）
洋服屋さん「テーラースキマ」の店員で、水色のソファー型椅子。普段はお互いひっついているが、よく喧嘩して離れる。帽子をかぶっている方がしっかり者のコーダで、かぶっていない方があわてんぼうのアーダ。座面はピアノの鍵盤。「テーラースキマ」はスミレの花屋さんの隣にある。
イシウス
声 - 南果歩
その名の通り石臼をモチーフにした大昔の椅子で、いつも眠っている。誰かが起こすと、「めざめまして!」と叫び、起こした相手の家来になる。なので起こすたびに主が変わる。マイペースな性格で、相手を困らせてしまうことも。語尾に「ッス」や「ウス」をつけてしゃべる。
オスワルおうじ
声 - DAIGO
頭に王冠をかぶっているチェアース王国の王子様の椅子。「チェアーッス」と挨拶する等、椅子をモチーフにした特徴的なしゃべり方をする。一人称は「ぼく」または「オレ」。ラッパを吹くお付きトペもいる。父親はイスワル3世。
ララばあちゃん
声 - あき竹城
夜中にラーメン屋台を開く、ロッキングチェアのお婆さん。彼女が屋台を開く夜は大人たちも子供のようにはしゃいでしまう。まちの大人たちを「ちゃん」付けで呼ぶ。声をあてているあき同様山形弁で話す。
ヤマーチェ
声 - 山崎まさよし
厳密には2013年度末のエンディング「おなかとせなかがぺっタンゴ」から。いるといいことがあるという伝説のイス。どんな姿かは誰も知らない。
キネさん
声 - 内田慈
赤いイスのおばさん。コッシーとはバスの中等で会っている。コッシー達に「気を付けてね」と声をかけることが多い。
ペッタちゃん
声 - むたあきこ
壁や天井にひっつくことができる赤ちゃんのイスで、キネさんの親戚。
てけばあ
声 - 木野花
「よってけばあ？」と声をかけて、誘われたイスを机にしてしまうイスの妖怪。普段（表の顔）は優しいおばあさんの姿だが、本性を現すと背もたれが倒れ、恐ろしい顔（裏の顔）となって襲い掛かってくる。
ダヨネッチかんとく
声 - 古島清孝
映画監督を務めている布製の折りたたみ椅子で、「○○だよねぇ」が口癖。
セモタロウさん
声 - 森山直太朗
いすのまちに新しくやって来たお巡りさんで、ローラーの付きの青色のイス。帽子には桜の花びらのマークがある。早とちりで些細なことも事件と勘違いしてしまう。また、歌が上手。
マーナさん
声 - 高橋真麻
いすのまちの人気アナウンサー。4本脚のいすたちの中では足がとても長い。
いいおじさん
声 - 飯尾和樹（ずん）
いつも公園にいる優しいおじさんで、眼鏡をかけた緑色のイス。
たーちゃん
声 - 高橋茂雄（サバンナ）
いすのまちの森の奥に暮らす、ターザン風の少年。相棒のサルのサルル（声 - 三宅弘城）を連れている。主に「たー」としか言わないが、普通にしゃべることはできる模様。
たいのやへいへいさん
声 - 林家たい平
いすのまちの落語家。
イスワル3世
声 - 市村正親
チェアース王国の王様でオスワルおうじの父親。一人称は「わがはい」で語尾は「○○ぞよ」。お茶目な性格で城に遊びに来たコッシーとフーフーをいきなり隠し部屋に通してなぞなぞを出したり（そのなぞなぞは好物を聞いてもてなすためのものだった）、息子のオスワルおうじと気さくに遊びあう良好な関係。
スコップさん
声 - 甲斐よしひろ
体中が傷だらけで、脚も多くが金属の義足になっており、左前の脚は取り外してスコップやクレーンに付け替える事ができる。海賊が埋めた宝を探しているが、未だに見つけられていない。
こまちひめ
声 - 尾野真千子
いすのまちに豪邸を建てて引っ越してきた。名前の通り姫として振る舞っており少々我儘でコッシーやチョコンを振り回していた。いつも鼓を持っているばあやがいる。
こざかなクン
声 - さかなクン
2017年度からの新キャラクター。さかなやさんのイスでさかなのことにとても詳しい。
おこんさん
声 - 池谷のぶえ
キノコ狩りの名人で、歌が上手い。実は、かつて「レンちゃん」という名でアイドル歌手をしていた。
野菜を作っているせいか会話に野菜を絡ませることが多い。
イースケ・スワリタイヤさん
声 - ユースケ・サンタマリア
レグの親戚のお兄さん。レグが小さい頃に会っていたため久しぶりの再会でも思い出されることがなかった。
自分で自分のことを「面白い」と言ってしまうタイプで騒がしくつかみどころがない性格。
まりっぺ
声 - 柳原可奈子
洋服屋さんで働いているらしい。コッシーとサボさんを口車に乗せて、季節はずれの服を売りつけていた。
スーとナー
声 - 池谷のぶえ
2020年度からの新キャラクター。砂漠の地下に住んでいる砂のイス。色とりどりの砂を使って宝石のような泥団子を作るのが趣味で、歌と踊りも上手い。
ちゃんるり
声 - 小島瑠璃子
2020年度から「みいつけた！さん」で初登場の新キャラクター。イスチューバーとして活動をしている。
ニズさん
声 - 新妻聖子
2021年3月に「みいつけた！さん」で初登場の新キャラクター。イスのまちのミュージカル女優として活動をしている。
ダキマー・クラン
声 - 伊東蒼
2023年12月放送の「いすのまちのコッシースペシャル」に登場した、抱き枕がモチーフのキャラクター。
自称「いすの専門家」で、世界一のいすを探しにやって来た。「育てて売り出せば世界一になれる」としてコッシーをスカウトしたが、実際は品物として売ろうと量産するためスカウトしたにすぎなかった。そのため、品定めをする際の座り方が乱暴で、カブからは「座り方が意地悪だった」と言われた。
工場でコッシーのコピーを量産したが、コッシーを助けに駆けつけたこまちひめ、レグ、チョコンに妨害される。
「どうせどれが本物か分からないから、好きなのを持って行けばいい」と挑発するも、毎日一緒に遊んでいる二人にはすぐに本物のコッシーを見つけ出され、さらにはホネーキンにデータを消去された挙句、コピーを材料に戻されてしまう。
その後コッシーから「僕はいすのまちのコッシー」と拒絶されるが、それでも諦めが悪く、いすのまちに帰って行くコッシーをしつこく追いかけてきた。
最初は標準語で話していたが、本性を現した際は関西弁になる。
スゴジロウ
声 - 高橋茂雄（サバンナ）
いすのまちでの人気漫画「スゴジロウ」の主人公。修行の旅をしている。「オレのせもたれでやすんでいきな」が決めゼリフ。
しりっぽん
いすのまちの空高くを飛んでいる桃のような形をした物体。子供のしりっぽんは顔がついている。時々大量発生していすのまちに降ってくる。いすのまちでは落ちてきたしりっぽんをうまく受け止められたら椅子として「いっちょまえ」の証とされる。チョコンの図鑑によれば、何も食べないらしい。いすのまちのはずれにある「しりしり火山」から生まれる。
ある時、「しりしり火山」の火口が詰まってしばらくしりっぽんが現れなくなったときには、いすのまちのみんなの様子が変わってしまう「しりっぽん不足」が発生した。

## コーナー

### スタジオコーナー
コッシーとスイ
番組のメインコーナーでコッシー、スイちゃん、サボさんの3人で繰り広げられるスタジオ劇。通常、月・木は3部、火・水・金は2部。火曜日と金曜日は毎回「オイーッス!」と挨拶する。金曜日の番組最後には「みんなのみいつけた！」というコーナーがあり、視聴者の子どもたちが日常生活の中から発見したことを紹介する。
2010年度からはコーナー内コーナーとして火曜日まれに木曜日に「イスダス」がスタート（現在は火曜日に固定）。「イスダスの箱」からいすのまちキャラクター（レグ、モタレイさん、クルットさん、ホネーキンさん、チョコン、デテコ）の人形が登場、レギュラーメンバーと多数決ゲームやなぞなぞなど様々なゲームを行うという内容（詳細は、各キャラクターの項を参照）。
2015 - 2018年度までの水曜日は舞台がサボノミズはかせのけんきゅうじょになり、スイちゃんとコッシーは自然や科学にくわしいサボノミズはかせと一緒に自然や科学について学んでいた。
また、金曜日には次のようなゲームに挑戦するが、「サボ子のおうち」 が放送される事もある。
- 3人で最初何文字かの言葉で連想する言葉を同時に言って、それを一致させる（あいことばアイアイ）。
- スイちゃんとサボさんでジェスチャー対決をして、どちらが勝ちか（ジェスチャーが良かった方）をコッシーが判定する。
- 他の2人からヒントをもらい、自分は何か（額に貼った絵に描かれたもの）を当てる（私はだーれだ）。
- コッシーとサボさんがお題の物を使用した駄洒落を作り、スイちゃんがどちらがおもしろいかを判断する（だじゃれの壺）。
- コッシーが「さかさまさま」になって逆さま言葉を言い、ほかの二人がその言葉のアクションをしたり、ジェスチャーをしたりする。
- 「なーんだなんだ、○○なものなんだ」と歌いながらその物の名前を次々と言ってゆく。詰まったり、一度言った物の名前をまた言ってしまうと負け（なんだなんだゲーム）。
- 「身の回りにあるものに別の名前を付ける」にスイちゃんとサボさんが挑戦し、コッシーが句会の選者よろしく、どちらが良いかを選ぶ。
- スイちゃんがいろいろな技にチャレンジし、コッシーとサボさんが結果がどうなるかを予想する（クイズスイちゃん、もしくはチャレンジスイちゃん）。

よんだ？
オフロスキーが視聴者の子どもたちに色々なことを挑戦してくる。2011年度後半からは、屋外ロケもされるようになり、バスタブも屋外にある。「よんだ？」と聞いてから「あ、よんでなかった？じゃ、さようなら」とコーナーを終わらせたり、「わにさんぽちゅう」または「そうじちゅう」の札がかけられているだけでオフロスキーが出ないまま終了したり、「よんだ？」とは聞かずそのままスタートしそのまま終了することもある。
さんルーム
日曜日版の「みいつけた！さん」にて、CGキャラクターになったコッシー、サボさん、レグ が司会進行するバーチャルスタジオ。スタジオには幾つもの穴があいており、その全てがどこかに繋がっている。ゲストコーナーや、視聴者から新しいイスキャラクターを募集する「イスとも」のコーナーがある。2015年度からは「どすこいイスもうさん」が最後に行われる。
なぞなぞーん
2019年度からの新コーナー。コッシーとスイちゃんまたはスイちゃんとサボさんがなぞなぞを解き部屋に置いてあるものを駆使して部屋のドアを開けて、入りたがっている人を招き入れる。

### アニメコーナー
いすのまちのコッシー
コッシーをはじめとした椅子のキャラクター達が登場する、コマ撮りアニメーションによる小劇。ナレーションは篠原ともえ。アニメーションは「いないいないばあっ！」のコーナー「ながぐつのぶか」のアニメーションなども手掛けているクモトリ。脚本は津田真一、音楽は片岡知子、山口優。火曜日・木曜日のコーナーで「みいつけた！さん」でも放送される。
デテコイス
2010年度からの新コーナー。椅子キャラクターの一人・デテコが「いすのまち」のキャラクター達を紹介する。「デテコイスの箱」からいすのまちキャラクターが登場する。アニメーションはいすのまちのコッシーと同じくクモトリが担当。
デテコデショー
2011年度からの新コーナー。いすのまちキャラクターによるミュージッククリップ。また、曲だけでなく面白いイスを決める「おもしろイッスデテコーイ」なども行う。進行役はデテコ。また、登場曲の作詞は津田真一、作曲は片岡知子。
イスダンス
音楽に合わせて椅子が踊るCGアニメーション。構成は明石隼汰、音楽は赤坂東児、EGG。
ガンバリマスオくん
2009年度のみ放送。影絵のキャラクター「ガンバリマスオくん」が、一つのポーズだけで色々なことに挑戦する。ガンバリマスオくんの声は湯山敦紀。
コッシー・スイちゃん・サボさんの「おーい、マスオくーん!」と呼ぶ声でスタートする。
パックンコーナー
2011年度から開始。別番組「パッコロリン」のキャラクター、長男のパックン（声：折笠愛）がメインに登場。数や図形を扱うコーナー。コーナーはハート型のパズルを扱う「パックンハート」とパックンが工場で箱を運ぶ「パックンこうじょう」の2つがある。監修は松井知己。2014年度からはほとんど放送されなくなり、2015年度以降は公式サイトのコーナーからも消えている。これにより、パックンの『みいつけた！』への出演が無くなった。
ゴーゴー!ドッコラショ
ドッコラショ3きょうだいが、彼らの師匠から「修行」と称して様々な試練を与えられ、それをクリアしてゆくというもの。種類としては、「アミダくじ」「鍵穴の形から鍵を当てる」「展開図から図形を作る」「並んでいるものの順番から隠されたものを推理する」などがある。食べ物が絡んだ場合は、クリアできるとそれが褒美としてもらえるが、できなければ師匠にひとりじめにされてしまう。2019年度からは水曜日のコーナーになった。

### VTRコーナー
おててえほん
子どもたちが自ら創作した物語を、あたかも絵本を読んでいるように手を開いて語る。放送時には絵本作家・のぶみのイラストを元にしたアニメーションが挿入される。金曜日の「コッシーとスイ」でもコッシー、スイちゃん、サボさんの3人がお題を決めてやることがある。
サボさんの自然のしらべ
自然に詳しいサボさんが色々な生物の生態を紹介する。2014年度までの放送で水曜日の固定コーナーであった。
コーナー中の楽曲は「しぜんのしらべ」。作詞：ふじきみつ彦、作曲：片岡知子。
できる？
ロケコーナー。子どもたちがさまざまな事にチャレンジしている様子を1分くらいにまとめて放送している。
最初はコッシーが「できるー」と言いその後子どもたちが挑戦することを叫ぶ。
そのあとは子どもたちが挑戦している様子が流れる。最初は上手くできなかったりする様子が流れで最後の方はできていくようになる様子が流れることが多い。
最後は挑戦にできた子が映されコッシーが「できた子み〜いつけた」と言いできた子の静止画となる。
このコーナーは放送開始からあるコーナーでこれまでにたくさんの幼稚、保育園で撮影している。
撮影はディレクター兼カメラマン1人で行いビデオカメラで撮影している。
内容はいろいろあり
- 縄跳びやリレー、一輪車、ぽっくり、竹馬、跳び箱などの運動系
- 積み木や粘土、折り紙などの室内遊び、ボタンやチャック、制服を着るなど着替え
- ホットケーキやお箸などの食育

その他、田植えや相撲、トンカチなどがある。
ダンボールつみつみ
2022年度からの新コーナー。子どもたちが１対1でダンボールをどれだけ高く積むことができるかを競うコーナー。ナレーションはサボさん。
ダンボールめいろ
ダンボールで作った巨大迷路に子どもたちが挑戦する。司会はコッシーとスワリン。毎回2人一組のチームに分かれ、2チームで対戦するパターンと片方のチームが挑戦してゴールでもう片方のチームが待つパターンの2種類がある。2010年度からは金曜日の固定コーナーに。2019年現在は放送されておらず、公式サイトの主なコーナー一覧からも消えている。
クルットさんのモノができるまで
工場などで、さまざまなものが出来ていく過程を紹介する。進行役はクルットさん。2019年現在は『みいつけた！さん』でのみ放送されているコーナー。
コーナー中の楽曲は「てくてくできてく」。作詞：みいつけた！組、作曲：片岡知子。
スイのすわってみたよ
熊田スイちゃん期のロケコーナー。スイちゃんが現地に出かけ様々な椅子を紹介する。
チョコンのちょっとすごいッス
チョコンが「机」や「車輪」など「普段当たり前に使っているけれど、無いととっても困る物」のすごさを紹介する。正式タイトルは「チョコンの…」だがタイトルコールでは「ものしりチョコンの…」と言っている。金曜日の固定コーナーであった。
ものしりチョコンのみるみるメガネ
2014年度からの新コーナー。チョコンが身の回りの現象の秘密を拡大やスローモーションで紹介。金曜日の固定コーナーで、2015年度からは水曜日のコーナー、2019年度からは水曜日もしくは金曜日に放送されることがある。
コッシーをさがせ
ロケコーナー。コッシーが背景に紛れ、自分がどこにいるか問いかけてくる。時折、「スイちゃんをさがせ」や「サボさんをさがせ」が行われることもある。
スイちゃんのやってみよう
野原スイちゃん期のコーナー。スイちゃんがオフロスキーのパペットと共に色々なことに挑戦する。金曜日の固定コーナー。
スイちゃんのスイスイ!チャレンジ
川島スイちゃん期のコーナー。スイちゃんが街に出ていろいろなことのお手伝いに挑戦する。ナレーションはコッシー。
ダンボールミックス
2013年度からの新コーナー。ダンボールで作った巨大なパネルの神経衰弱に子どもたちが挑戦する。司会はミクさん。「ダンボールめいろ」と同様の2チームで対戦する。金曜日の固定コーナーであった。2018年度後期からはダンボールジャングルの放送頻度が高くなり、2019年度からは公式サイトの主なコーナー一覧からも消えている。
みんなでできた！
2011年度まで放送されていたコーナー。子供たちが、チョークで道路に絵を描いていく。
いきものトラベル
パイロット版で放送されたコーナー。声の出演は、一龍斎貞友。作曲はササキトモコ。
サボ子のドキドキリポート
サボ子がスポーツやパフォーマンスなどのチームを訪ね、その技をリポートする。それだけでなく、サボ子自身も（時には半ば強制的に）それらの技を体験していく。
ダンボールジャングル
2018年度からの新コーナー。地面にバラバラに置かれたいすのまちのキャラクターたちが描かれたパネル（四つに分割してある）を組み合わせてキャラクターの絵を完成させるゲーム。司会はレグ（もしくはスワリン）とたーちゃん。二人組の子供たちが挑戦する。四枚が揃うのは一キャラクターだけで、また、ついたてを置いてパネルを一度に見渡せないようになっている。時間制限があり、5つのバナナがなくなるまでに完成させ、スタート地点に戻らなければならない。2019年4月からは時折2キャラクター分のパネルを紛れ込ませ、2チームの対抗戦も行われるようになった（この場合時間制限はなく、先に完成したチームの勝利。勝敗が決しても、最後まで完成させる）。金曜日の固定コーナー（当初、ダンボールミックスとかわるがわるで行われた）。
オスワルおうじのはたらきモノ
2018年度からの新コーナー。オスワルおうじが、日常ではめったに見かけることがない便利道具（特定の業種で使われる道具）を紹介する。
もじゃもじゃ
2022年度からの新コーナー。子供達が描いた絵を、アニメーションにして、それを子供達が内容を繰り広げる。おててえほんの後継ぎコーナー。
おもいでみいつけた！
2024年11月4日 - 11月8日期間放送された「みいつけた！15ねんスペシャル」の特別コーナー。
過去のみいつけた！のコーナーや歌をおとどけをする特別コーナー。
月曜日は「ものしりチョコンのみるみるめがね」と「ハーイ&バーイ」。火曜日は2代目スイちゃんの「ふたりはさかさま」。水曜日は初回放送の「よんだ？」「スイちゃんのスイーっとね」「しぜんのしらべ」。木曜日は「こんやはダンスパーティー「くじまで」」。金曜日は「クルットさんのものができるまで」。が放送された。

### 音楽コーナー
なんかいっすー
リトミックのコーナー。みやけマンと3人の子どもたちが、「椅子」をテーマにした曲「なんかいっすー」を踊る。歌詞は2番まであり、2番は2人のお姉さん（増田奈津美、川島夏季）が加わる。1番では「古今東西座ってる有名人」、2番では「古今東西立ってる有名人」が歌詞の間に入ることもある。作詞は宮藤官九郎、作曲は星野源、編曲は益田トッシュ、振付は八反田リコが担当。番組初期の頃から放送されており、2017年に新映像バージョンになり、2024年にも新映像バージョンになった。
すわるぞう
リトミックのコーナー第二弾。みやけマンと8人の子どもたちが、「椅子取りゲーム」をテーマにした曲「すわるぞう」に合わせて椅子取りゲームをする。歌詞は4番まである。作詞、作曲、編曲、振付の担当は「なんかいっすー」と同様。
1番と2番間と、3番と4番間にはみやけマンとお姉さんがホワイトボードを使ってルール説明を行う場合もある。
おっす!イスのおうえんだん
リトミックのコーナー第三弾。みやけマンと4人の子どもたちが、応援団になって踊る。歌詞は3番まであり、2番と3番には「なんかいっすー」に登場した2人のお姉さんが加わる。また、みやけマンとお姉さんは、水色の学ランを着ている。途中でいつのまにかこたつ、バケツ、脚立が置かれていて、「おや？椅子じゃないのが混ざっているぞ。これはなんだい？」とツッこむのがお約束になっている。作詞、作曲、編曲、振付の担当は「なんかいっすー」「すわるぞう」と同様。2012年に初オンエアし、2024年に新映像バージョンになった。
からだ てんけんたい
2014年度から始まったコーナー。てんけんたいの隊長「タイチョースキー（演：小林顕作）」と4人の子どもたち（加藤憲史郎、佐野祐徠、楢原崇琉、大和田小巴音）が、体の色々な所を動かして遊ぶコーナー。主に月曜日と金曜日に放送され、火曜日と木曜日には練習が放送される。2017度以降は放送されていない。振り付けは振付稼業air:man。
よんだんす
2017年度から始まったオフロスキーが身近な物や面白い動きを楽しいダンスにするコーナー。主に月曜日に放送される。場所は「よんだ？」の浴室に似ているが違う場所である。バスタブの手前の脱衣所で一緒に踊るのはお風呂場のダンスの妖精「ダツイージョ（演：古家優里）」。振り付けもダツイージョ役の古家優里が担当。まず、オフロスキーの解説とダツイージョのジェスチャーで振り付けを説明し、そのあと二人で歌に合わせて踊る。
ウキウキの木
2020年度末から始まったコーナー。タクローバー、コトユリ、タマリン、ダッケの4人が葉に書かれた言葉をテーマに、ダンスをする。
火曜日もしくは木曜日に放送される事が多いが、なかなか放送されないコーナーである。
おんがくも
子どもたちがいろいろなものをイメージしたメロディーを電子キーボードで奏で、ミュージシャンたちがそれを基にしてアレンジした曲の演奏を披露する。
うた
音楽クリップ。2010年度からは日替わりでエンディング曲としても使われている。「みいつけた！さん」ではフルバージョンで放送されることがある。2番が存在する歌は♪フルバージョンが存在する歌は♫「番組で放送されたやつのみ。」スイちゃんが関わっている歌は、スイちゃん役が変わる度に歌い直されている が、一部は歌い直されなかったものもある。スイちゃんの後ろにある記号は、○は熊田スイちゃんが歌った曲、□は野原スイちゃんが歌った曲、☆は川島スイちゃんが歌った曲、◇は増田スイちゃんが歌った曲、♡は石川スイちゃんが歌った曲。基本的には1番或いは2番のみの放送だが、「みいつけた！さん」ではフルバージョンで放送されることがある。
1. はじめまちおんど（歌：コッシー、スイちゃん○）作詞：相田毅、作曲：西脇辰弥、アニメーション：青木俊直
2. おふろがスキー（歌：オフロスキー＆コフロスキー（山田あゆむ））なお最後のセリフは3パターンある。
3. オフロスキーかぞえうた（歌：オフロスキー）
4. ぼくコッシー（歌：コッシー／コーラス：スイちゃん○□☆◇♡、サボさん） キャラクターは、さんルームを背景にしたCGアニメ。☆スイちゃんのみ映像の背景がオレンジであり。この時から左下の穴の色が変わっている。
5. サボさんまいったな（歌：サボさん／コーラス：コッシー、スイちゃん○□☆◇♡） キャラクターは、さんルームの時と同様のCGアニメ。
6. ハーイ&バーイ（歌：スイちゃん○） 2011年2月から4月にかけて、エンディング曲として使用。
7. コッシーのえかきうた（歌：コッシー／コーラス：スイちゃん○□◇♡、サボさん）
8. オフロスキーのちゃっぽんぶし（歌：オフロスキー）歌詞は季節ごとに順番が変わり、中盤の台詞は2パターンある。
9. あしたわらおう（歌：コッシー／コーラス：大橋卓弥？）♪♫
10. オフロスキーのオーユー!（歌：オフロスキー）
11. サボテンよりあいをこめて（歌：サボさん／コーラス：コッシー、スイちゃん□☆◇♡） キャラクターは、さんルームの時と同様のCGアニメ。
12. サボさんのえかきうた（歌：サボさん／コーラス：コッシー、スイちゃん□☆◇）
13. みいつけた！さんでぃ（歌：内田慈）
14. エビバデオフロスキー（歌：オフロスキー）
15. ふたりはさかさま（歌  :  コッシー、スイちゃん□☆◇♡） 野原スイちゃん時代は実写だったが、川島スイちゃん・増田スイちゃんはCGキャラクターになった。
16. おなかとせなかがぺっタンゴ（歌：コッシー、コーラス：山崎まさよし）
17. まいにちアハハをみいつけた！（歌：コッシー、スイちゃん□☆◇、サボさん、オフロスキー）
18. レッツゴー!サボテン（歌：サボさん／コーラス：コッシー、スイちゃん□☆◇）♪♫
19. じだいげきだよオフロスキー（歌：オフロスキー）昔は最後のセリフと共にに「ヨーオｯ！」という声が流れた。
20. おこっしぃのえかきうた（歌：おこっしぃ）
21. スイちゃんのスイーッとね（歌：スイちゃん☆／コーラス：コッシー、サボさん）
22. グローイングアップップ（歌：三宅弘城、内田慈）♪♫フルバージョンだと最後のシーンで男の子とコッシーとイスくんが出てくる。
23. ねぇ しってる？（歌：コッシー／コーラス：スイちゃん☆◇、サボさん）♪♫
24. オフロッケ!（歌：オフロスキー）
25. トゲトゲ・シンデレラ（歌：さぼえちゃん、サボ子さん）
26. はじまりバーン!（歌：コッシー、スイちゃん☆♢、サボさん、オフロスキー）
27. あけてみよう!（歌：尾上松也）
28. おふろタイム（歌：オフロスキー）
29. カゲのオバケ（歌 : コッシー＆カノエラナ）♪
30. ひみつのヒミコちゃん（歌 : スイちゃん☆◇／コーラス：コッシー、サボさん）
31. さばくにおいでよ（歌：サボさん／コーラス：コッシー、スイちゃん☆◇♡）
32. いいことあるさ（歌：オフロスキー）
33. ともだちさ（歌：オフロスキー、スイちゃん☆）
34. さあ!（歌 : コッシー、スイちゃん◇、サボさん）
35. きぶんはスポーツ（歌 : オフロスキー）
36. ドンじゅらりん（歌 : スイちゃん◇）
37. サボテン・ナイト・フィーバー（歌 : サボさん）
38. ぱっぷんぷぅ（歌 : スイちゃん◇）♪
39. わーわーわー〜はじめてのウソ〜（歌 : コッシー）♫
40. せかいのどこかでおめでとう!（歌 : オフロスキー）
41. きみにあげるね（歌 : コッシー、スイちゃん◇、サボさん）
42. にじいろキャンディー（歌 : コッシー）
43. おふろがまってるよ（歌 : オフロスキー）
44. こんやはダンスパーティー（9じまで）（歌 : スイちゃん◇）
45. まいにちがギフト（歌 : サボさん）
46. きみとイスまでも（歌 : コッシー、サボさん、スイちゃん◇）
47. ドキドキ!チャンピオン（歌 : サボ子さん）
48. ただいま！（歌：トータス松本)「15周年メモリアルソング」
49. こどもでおとなでみいつけた！（歌：コッシー、スイちゃん♡、サボさん、オフロスキー）
50. ふたりのアルバム（歌：コッシー、♡スイちゃん）
51. ぐるぐるまるっと　(歌:篠原ともえ)「15周年ラストソング」

デテコデショーの歌
作詞は津田真一、作曲は片岡知子が行っている。
1. フルーツバスケット（歌：フルーツバスケット（レグ＆スワリン＆カブ））
2. チョビっとよってけおれのみせ（歌：チョビさん）
3. つぎとまります（歌：ノリオさん＆モタレイさん）
4. こいはリクライニング（歌：ザ・ミクさん（ミクさん／コーラス : レグ＆スワリン＆カブ））
5. きがするりろん（歌：チョコン＆ホネーキンさん／コーラス : デテコ）
6. いっぽんだちラプソディー（歌：コッシー＆チョコン＆ノビー）
7. ポワポワのはな（歌：ちょうちょうさん）
8. みずうみのディスコ（歌：カピイ）
9. オドラーナ・コリャソン（歌：デテコ）
10. びっくりバースデー（歌：フルーツバスケット（レグ＆スワリン＆カブ））
11. オレンジのあのこ（歌：ザ・ミクさんズ（ミクさん／コーラス：レグ＆スワリン＆カブ））
12. おてんきロッキンチェア（歌：フルーツバスケット（レグ＆スワリン＆カブ））
13. おでかけデテコさん（歌：デテコ／コーラス : コッシー＆レグ＆チョコン）
14. クルットすれば いいじゃない（歌：クルットさん）
15. ダンダダダーン（歌 : ダンせんぱい）
16. ユーフォーセッキンミステリー（歌 : チョコン＆マーちゃん）
17. キューリーパーリー（歌 : カピイ）
18. キノコのプリンセス（歌 : レンちゃん）
19. グッチョビうんどうかい （歌： チョビさん／コーラス : コッシー＆レグ）
20. チョコンのえかきうた（歌 : チョコン）
21. カブのえかきうた（歌 : カブ）
22. おれたちドッコラショ（歌：ドッコラショ3兄弟、ヨッコイシししょう）
23. マンボ831 （歌：おこんさん）
24. なぜかなぜか（歌：チョコン、スワリン）
25. ホネーキンさんのえかきうた（歌：ホネーキンさん）
26. はいけい、いすのまちのみんな（歌：ミクさん）
27. ゆうぐれセンチメンタル（歌：デテコさん）
28. きみのおうこく（歌：オスワルおうじ）
29. ふたりのピクニック（歌：フーフー、リム）
30. いすのまちへいらっしゃい（歌：ちょうちょうさん）

#### エンディング
通常は、金曜日と「みいつけた！さん」の最後に流れる。レグが歌う曲は原則として「みいつけた！さん」のみの登場で、「みいつけた！」には不定期に放送される歌の日のみに登場する。
みいつけた！
作詞・作曲：トータス松本（「みいつけた！さん」では西脇辰弥編曲）、歌：トータス松本（「みいつけた！さん」ではレグ（篠原ともえ））
番組開始当初からのエンディングテーマ。たまご＝こどもたちの可能性をテーマにしている。月曜日・水曜日放送分のみ画面下に歌詞が表示され、金曜日及び「みいつけた！さん」ではスタッフロールが表示されていた。映像は、トータスイスが歌う映像と、子供たちの映像がある。トータスイス歌唱の時、天井に設置されているミラーボールと観客が全員が卵形である。2番では「つぼみ」がテーマとなっている。また、中日ドラゴンズ所属のプロ野球選手和田一浩の登場曲としても使われていた。
あっというまっ！
作詞・作曲・歌：トータス松本
2011年度から登場した新エンディングテーマ。初出は「みいつけた！さん」で、トータスイスが弾き語りした。「はれやねんバージョン」と「あめやねんバージョン」の2パターンある。「みいつけた！」と並行して使用されている。「できる？」の映像が使われることもある。
わーっ！
作詞・作曲・歌：トータス松本
2013年度から登場した新エンディングテーマ。2015年度からは2番も登場。
みんなおんなじ
作詞・作曲：森山直太朗、歌：森山直太朗 with いすのまちのコッシーの仲間たち
2016年度から登場した新エンディングテーマ。「セモタロウ」がいすのまちをさんぽしたり、食べ物を選んだり、動物と進行したりなどをしている映像。
レグ・レグ・アイドル
作詞：津田真一、作曲：小杉保夫、歌：レグ（篠原ともえ）
2012年度4月頃から登場した「みいつけた！さん」の新エンディングテーマ。コーラスはコッシー（高橋茂雄）とチョコン（古島清孝）。アニメーションは「あしたわらおう」同様ROBOT。
まいにちアハハをみいつけた！
2014年度からのエンディングテーマ。歌はコッシー・スイちゃん・サボさん・オフロスキー。
レグのハートがぬすまれた！
作詞：ふじきみつ彦、作詞：小杉保夫、歌：レグ（篠原ともえ）、コッシー（高橋茂雄）
2015年度3月頃から登場した「みいつけた！さん」の新エンディングテーマ。アニメーションは「レグ・レグ・アイドル」同様ROBOT。映像には2015年度新キャラクターの「セモタロウ」も登場する。
カゲのオバケ
作詞・作曲：カノエラナ、歌：コッシー＆カノエラナ
2017年度12月頃から登場した新エンディングテーマ。アニメーションは石坂未来子。
ひみつのヒミコちゃん
作詞・作曲：池田貴史、歌：スイちゃん、コッシー、サボさん
2018年3月12日放送回から登場した新エンディングテーマ。アニメーションは泉優次郎。
さばくにおいでよ
作詞：ふじきみつ彦、作曲：横山剣、歌：サボさん、コッシー、スイちゃん、演奏：クレイジーケンバンド
2018年9月10日放送回より登場した新エンディングテーマ。アニメーションは丹羽直樹。
いいことあるさ
作詞・作曲：小林顕作、歌：オフロスキー
2018年度に登場した新エンディングテーマ。失敗してもくじけずにがんばろう、といった内容の歌。
さあ!
作詞：ふじきみつ彦、作曲：小杉保夫、歌：コッシー、スイちゃん、サボさん
2019年度に登場した新エンディングテーマ。
ドンじゅらりん
作詞・作曲：岸田繁、歌：スイちゃん
2020年3月9日に登場した新エンディングテーマ。
サボテン・ナイト・フィーバー
作詞：向田邦彦、作曲：吉幾三、編曲：小松一也、歌：サボさん
2020年12月7日に登場した新エンディングテーマ。CG制作はHERE.、振付は迷彩トモヤ。
ぱっぷんぷう
作詞・作曲：カノエラナ、編曲：カノエラナ＆石崎光、歌：スイちゃん
2020年度に登場した新エンディングテーマ。アニメーションは「カゲのオバケ」同様石坂未来子。
わーわーわー〜はじめてのウソ〜
作詞：宮藤官九郎、作曲：ヒロヒサカトー、歌：コッシー
2021年度に登場した新エンディングテーマ。日曜日に流れる場合はフルコーラスとなるが、平日に流れる場合は曲の一部を短縮する。演奏は井乃頭蓄音団、アニメーションはせきぐちかずき。
ただいま!
作詞・作曲・歌：トータス松本
2024年3月29日に登場した新エンディングテーマ。放送開始15年を飾る「15周年メモリアルソング」。
ぐるぐるまるっと
作詞・歌：篠原ともえ、作曲：吉田拓郎、編曲：武部聡志
2025年3月10日に登場した新エンディングテーマ。放送開始15年の最後を飾る「15周年ラストソング」。

## スタッフ
コッシーとスイ
- 脚本 - ふじきみつ彦
- 操演 - 佐久間オサム、池澤恵美子、友松正人
- 人形製作 - アレグロ

よんだ？
- 構成 - 笹川勇

おててえほん
- 原案 - サトシン
- イラスト - のぶみ
- アニメーション - 大竹和可奈

いすのまちのコッシー
- 脚本 - 津田真一
- アニメーション - 潮永光生、夏川憲介、佐々木隼、大橋弘典

イスダンス
- 音楽 - 赤坂東児
- アニメーション - 飯田力

ガンバリマスオくん
- アニメーション - エム.シエロ

ダンボールめいろ
- 指導 - 松井知己

ゴーゴー！ドッコラショ
- 数学監修 - 松井知己

なぞなぞーん
- 原作 - SCRAP
- 脚本 - ふじきみつ彦

もじゃもじゃ
- アニメーション - ひらのりょう

エンディングうた
- 操演 - 川口英子、清水正子

テーマ音楽
- 片岡知子
- トータス松本 - エンディングテーマ「みいつけた！」「あっというまっ！」担当。
- 宮藤官九郎 - 体操「なんかいっすー」「すわるぞう」「おっす！イスのおうえんだん」作詞担当。
- 星野源 - 体操「なんかいっすー」「すわるぞう」「おっす!イスのおうえんだん」作曲担当。

CGアニメ
- 幻生社

アートディレクション
- 大塚いちお

制作
- NHKエデュケーショナル

## ステージでショー
2015年度より年に一回各地で行われる舞台公演（公開収録）。主に開催された場所での名物をテーマにした演劇、ゲーム対決、ヒットパレードなどを行う。出演者はコッシー、スイちゃん、サボさん、オフロスキーを中心とし、サボ子さん、2017年度からはダツイージョなどやスペシャルゲストも登場する。また、公演の模様が放送される一週間前の通常放送には、「コッシーとスイ」コーナーにて公演が行われた地へコッシー、スイちゃん、サボさんがおでかけするロケコーナーや、うたのコーナーでは公演で収録されたものになる「スペシャルウィーク」が放送される。

### 公演一覧
| 公演日          | 放送日          | 開催地         | 会場名                                       | DVD化の有無 |
| --------------- | --------------- | -------------- | -------------------------------------------- | ----------- |
| 2015年 10月11日 | 2015年 11月23日 | 埼玉県行田市   | 行田市産業文化会館                           | ○           |
| 2016年 9月25日  | 2016年 11月3日  | 愛知県一宮市   | 一宮市民会館                                 | △           |
| 2017年 10月8日  | 2017年 11月23日 | 茨城県つくば市 | つくば市立市民ホールくきざき                 | △           |
| 2018年 7月1日   | 2018年 8月5日   | 千葉県東金市   | 東金文化会館                                 | ○           |
| 2019年 10月20日 | 2019年 11月30日 | 岩手県北上市   | 北上市文化交流センター さくらホール          | △           |
| 2020年 12月13日 | 2021年 1月11日  | 愛知県尾張旭市 | 尾張旭市文化会館 文化会館ホール              | △           |
| 2022年 10月30日 | 2022年 12月31日 | 大阪府枚方市   | 枚方市総合文化芸術センター 関西医大 大ホール | -           |

## 人物
- 野原璃乙
  - 番組の最後に野原スイちゃんが、後任の川島スイちゃんを紹介する場面があった（混乱を避けるため、字幕には子役の名前（りお、ゆあ）が表記され、字幕の色も二人とも白であった）。
- 川島夕空
  - 番組の最後に川島スイちゃんが、後任の増田スイちゃんを紹介する場面があった（混乱を避けるため、字幕には子役の名前（ゆあ、りさ）が表記され、字幕の色も二人とも白であった）。
  - スイちゃん役を卒業した後も、「ステージでショー」にゲスト出演するなど、番組との関係は続いた。
- 増田梨沙
  - 新型コロナウイルス感染拡大防止のため、2020年4月21日放送分と6月29日放送分から7月8日放送分（再放送を除く）までスタジオには休演しており、VTRコーナー及びうたクリップのみの出演だった為、放送内容によっては登場しないことがあった。2023年度には在任期間5年目を迎え、歴代最長となった。2024年3月29日に「リクエストスペシャル」の放送を最後に、番組を卒業した。また、番組の最後に増田スイちゃんが、後任の石川スイちゃんを紹介する場面があった（混乱を避けるため、字幕には子役の名前（りさ、かえで）が表記され、字幕の色も二人とも白であった）。

## 特別番組
- 2013年
  - みいつけた！うたいましておめでとうスペシャル（お正月特番）
- 2014年
  - みいつけた！あけましておもでタイ（お正月特番）
  - みいつけた！ちょこっと
    - 10分という5分だけ短いミニ番組、内容はコッシー、スイちゃん、サボさんがDJとなり、みいつけた！の歌を紹介する。紹介された歌は「ふたりはさかさま」「サボテンよりあいをこめて」「あしたわらおう」。
- 2015年
  - みいつけた！ガッツ！おサボがつ（お正月特番）
- 2019年
  - みいつけた！サボテンミュージックでショウ（お正月特番・10周年記念特番でもある）
    - ゲストはクレイジーケンバンド、スキマスイッチ、山崎まさよし、トータス松本といった豪華アーティスト。
    - あしたわらおうとみいつけた！はフルバージョンで披露。
- 2019年
  - みいつけた！サボテンミュージックでショウ（未公開シーン入りの通常放送の1週間放送バージョン）
    - 月曜日はクレイジーケンバンド、お正月スペシャルでは放送されていなかった「迷子の子猫ちゃん」と「サボさんまいったな」と途中で挟む映像を放送、火曜日はスキマスイッチ、未公開シーンは歌い終わったあとの場面と途中で挟む映像を放送、水曜日はまるごと全部放送されていなかったゲストオフロスキーとサボ子さん、ペットボトルつみつみ対決で遊んで歌はスイちゃんとサボ子さんで歌う特別バージョンの「トゲトゲ・シンデレラ」とこの日初オンエアの3代目スイちゃん卒業ソング「ともだちさ」、木曜日は山崎まさよし、未公開シーンは途中で挟む映像と歌い終わったあとの場面が放送された、金曜日はトータス松本、未公開シーンはみんなのみいつけた！サボテンミュージックでショウのゲスト達からバージョン。この日はおもいっきりトータス松本で埋めつくし。最後はバイバイで終了。
- 2020年
  - みいつけた！お正月スペシャル（お正月特番）
- 2021年
  - みいつけた！サボ子のおうちスペシャル
- 2022年
  - みいつけた！ワールドカップスペシャル（通常放送）
- 2024年
  - みいつけた！みんなのスイちゃんスペシャル
  - 増田梨沙スイちゃんが卒業する最後のみいつけた！。豪華ゲストに番組15周年を記念しこの日トータス松本が書き下ろした11年ぶりとなる新曲「ただいま！」を初オンエア。最後にはみいつけた！初の生放送で締め切った。
  - みいつけた！15ねんスペシャル（通常放送で月 - 金までのスペシャルウイーク）
  - 月曜日は初代オープニングでスタートしあさイチの人をゲストにあさイチならぬいすイチというオマージュでみいつけた！トリビアクイズ「一体誰でしょうクイズ」をやった。火曜日は2代目オープニングでスタートし、いすのまちスペシャル。デテコでショーの新曲やいすのまちのコッシーの新しいお話やいすのまちの町が全部が分かる巨大パネルやいすのまちクイズで盛り上がった。水曜日は3代目オープニングでスタートし、オフロスキースペシャル。石川楓スイちゃんとはじめての「よんだ？」と「よんだんす」をやった。木曜日は4代目オープニングでスタートし、みやけマンがゲストのサボ子のおうち。この日みやけマンはみいつけた！のスタジオに初登場した。金曜日は現在のオープニング「5代目オープニング」でスタートし、トータス松本さんが来た。番組当時からのエンディング曲「みいつけた！」と15周年メモリアルソングの「ただいま！」を生披露。途中のゲームではトータス松本さんを加え「みいつけた！15周年記念15秒ピッタリゲーム」と「えスチャー」をやり、最後は「バイバーイ」でウイークは終わった。なおその他の事はコーナーの所に詳しく書いてある。